# كريستوفر هينزل
كريستوفر بول هينزل (بالإنجليزية: Christopher Henzel) دبلوماسي أمريكي. شغل منصب سفير الولايات المتحدة في اليمن من عام 2019 إلى 2021.

## السيرة الذاتية
حصل هينزل على درجة البكالوريوس في الآداب من كلية Holy Cross وماجستير في العلوم من الكلية الحربية الوطنية.
من يناير 2017 حتى أبريل 2019، كان هينزل قائمًا بالأعمال بالنيابة في السفارة الأمريكية في الرياض بالمملكة العربية السعودية. من 2013 إلى 2016 كان مديرًا لمكتب الشؤون الإسرائيلية والفلسطينية في وزارة الخارجية في واشنطن. ترأس مكتب إعادة إعمار المحافظات في الموصل من عام 2010 إلى عام 2011. كما شغل منصب نائب رئيس البعثة في المنامة بالبحرين، ومستشار للشؤون السياسية في الأردن. تضمنت مناصبه السابقة في الخارج مهمة في اليمن منذ 1997 إلى 1999. درس اللغة العربية في تونس، والتحق هينزل بالخدمة الخارجية عام 1985. 

### سفير الولايات المتحدة في اليمن
في 21 سبتمبر 2018 رشح الرئيس ترامب هينزل ليكون سفير الولايات المتحدة القادم في اليمن. في 2 يناير 2019 أكد مجلس الشيوخ ترشيحه. أنهى هينزل فترة ولايته في مايو 2021.
| سبقه ماثيو تولر | سفير الولايات المتحدة إلى اليمن 2019– 2021 | تبعه ستيفن فاجن |